# Sótony
Sótony [šótoň] je obec v Maďarsku v župě Vas, spadající pod okres Sárvár. Nachází se v blízkosti řeky Ráby, asi 9 km jihovýchodně od Sárváru, 29 km východně od Szombathely a asi 214 km jihozápadně od Budapešti. V roce 2024 zde žilo 589 obyvatel.
Obcí procházejí vedlejší silnice 8439 (procházející obcí od severu k jihu, ze Sárváru (část Hegyközség) do Nyőgéru) a 8441 (vedoucí ze Sótony na západ do Ikerváru). Na železniční síť obec napojena není.
V Sótony se nachází kostel Nejsvětější Trojice, památník padlým za 1. a 2. světové války, základní škola a hřbitov.

## Sousední obce
| Růžice kompasu |         | Sárvár | Gérce          | Růžice kompasu |
| Růžice kompasu | Ikervár | Sever  | Bejcgyertyános | Růžice kompasu |
| Růžice kompasu | Ikervár | Sótony | Bejcgyertyános | Růžice kompasu |
| Růžice kompasu | Ikervár | Jih    | Bejcgyertyános | Růžice kompasu |
| Růžice kompasu | Nyőgér  |        |                | Růžice kompasu |